# Сапов, Иван Акимович
Иван Акимович Сапов (1921—2003) — советский учёный-медик, физиолог, организатор здравоохранения и медицинской науки, доктор медицинских наук (1963), профессор (1966), генерал-майор медицинской службы (1976). Почётный доктор ВМА имени С. М. Кирова. Лауреат Государственной премии СССР (1972).

## Биография
Родился 7 июля 1921 года в деревне Гонгинская Вытегорского уезда (позже Вытегорского района) Олонецкой (позже Вологодской) губернии в крестьянской семье.
С 1936 по 1938 год обучался в Лодейнопольском медицинском училище, с 1938 по 1939 год обучался в Кронштадтском военно-медицинском училище. С 1939 по 1942 год служил на Тихоокеанском флоте ВМФ СССР, был начальником медицинской службы эскадренного миноносца. С 1942 по 1947 год обучался в Военно-медицинской академии имени С. М. Кирова. С 1947 по 1949 год — начальник медицинской службы эсминца ВМФ СССР.
С 1949 по 1952 годы обучался в адъюнктуре по кафедре физиологии Военно-медицинской академии имени С. М. Кирова, ученик профессоров В. Н. Черниговского и К. М. Быкова. С 1952 по 1958 год — младший преподаватель и преподаватель Военно-медицинской академии имени С. М. Кирова. С 1958 по 1959 год — старший научный сотрудник и начальник лаборатории, с 1959 по 1967 год — начальник отдела Центрального НИИ Министерства обороны СССР. С 1967 по 1988 год — начальник кафедры физиологии подводного плавания и аварийно-спасательного дела Военно-медицинской академии имени С. М. Кирова, одновременно с 1968 по 1988 год — главный физиолог Военно-морского флота СССР.
В 1952 году защитил диссертацию на соискание учёной степени кандидата медицинских наук по теме «Роль нервной системы в механизме токсического действия кислорода», а в 1963 году — диссертацию на соискание учёной степени доктора медицинских наук по теме «Проблемы обитаемости кораблей ВМФ». В 1966 году И. А. Сапову было присвоено учёное звание профессора. В 1976 году Постановлением Совета Министров СССР ему было присвоено воинское звание генерал-майора медицинской службы.
В 1972 году Постановлением ЦК КПСС и Совета Министров СССР «За разработку актуальных вопросов обитаемости на военно-морском флоте» был удостоен Государственной премии СССР.
Основная педагогическая и научно-методическая деятельность И. А. Сапова была связана с вопросами в области обитаемости подводных лодок, физиологии военно-морского труда, водолазной физиологии и медицины. С 1967 по 1988 год являлся председателем секции специальной физиологии и корабельной гигиены Управления медицинской службы Центрального военно-медицинского управления МО СССР, с 1969 по 1988 год — председатель Комиссии по медицинскому обеспечению подводных лодок и надводных кораблей военно-морского флота ВМА имени С. М. Кирова, с 1968 по 1975 год — заместитель председателя Комиссии по подводной физиологии и медицине и с 1980 по 1991 год — член Комиссии по адаптации человека к Антарктиде Научного совета по физиологии человека Академии наук СССР, с 1970 по 1989 год — член Научного совета по освоению мирового океана и использованию его ресурсов при ГКНТ СССР, с 1969 по 1989 год — член Экспертной комиссии по военно-медицинским специальностям Высшей аттестационной комиссии СССР, с 1981 по 1987 год — член редакционной коллегии «Физиологического журнала имени И. М. Сеченова».
Является автором более 500 научных трудов и 13 свидетельств на изобретения, при его участии и под его руководством было выполнено 62 кандидатские и 15 докторских медицинских диссертаций.
Скончался 26 декабря 2003 года в Санкт-Петербурге, похоронен в колумбарии Крематория Санкт-Петербурга.

## Награды
- Орден Отечественной войны II степени (06.11.1990[4])
- Орден Красной Звезды
- Орден «За службу Родине в Вооружённых Силах СССР» III степени
- Медаль «За боевые заслуги»(7.11.1948[5])

### Премии
- Государственная премия СССР (1972)